# Achy
Achy  ist eine französische Gemeinde mit 406 Einwohnern (Stand 1. Januar 2022) im Département Oise in der Region Hauts-de-France. Sie gehört zum Arrondissement Beauvais und zum Kanton Grandvilliers.

## Geographie

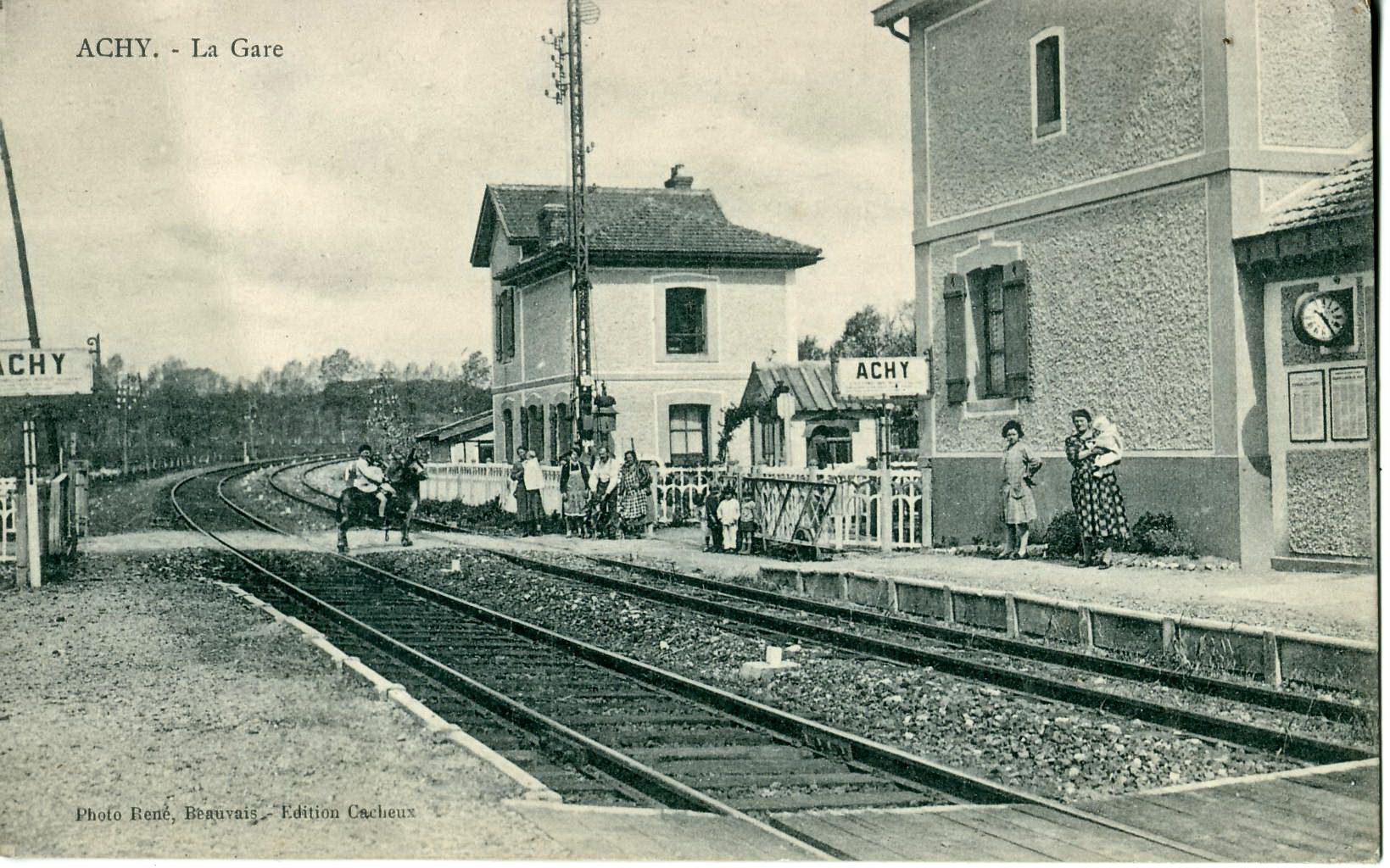
Der Bahnhof in der ersten Hälfte des 20. Jahrhunderts (heute außer Betrieb)

Die von der Départementsstraße D901 (frühere Route nationale 1) und der Bahnstrecke von Le Tréport nach Beauvais durchzogene Gemeinde liegt am Fluss Petit Thérain unterhalb von Marseille-en-Beauvaisis und oberhalb von Saint-Omer-en-Chaussée. Zu ihr gehören die Ortsteile Polhay und Beaupré mit den Resten der ehemaligen Zisterzienserabtei Beaupré, außerdem der Westteil des Staatsforsts Forêt Domaniale de Malmifait.

## Einwohner
| 1962 | 1968 | 1975 | 1982 | 1990 | 1999 | 2006 | 2011 |
| ---- | ---- | ---- | ---- | ---- | ---- | ---- | ---- |
| 259  | 235  | 251  | 266  | 319  | 288  | 325  | 364  |

## Verwaltung

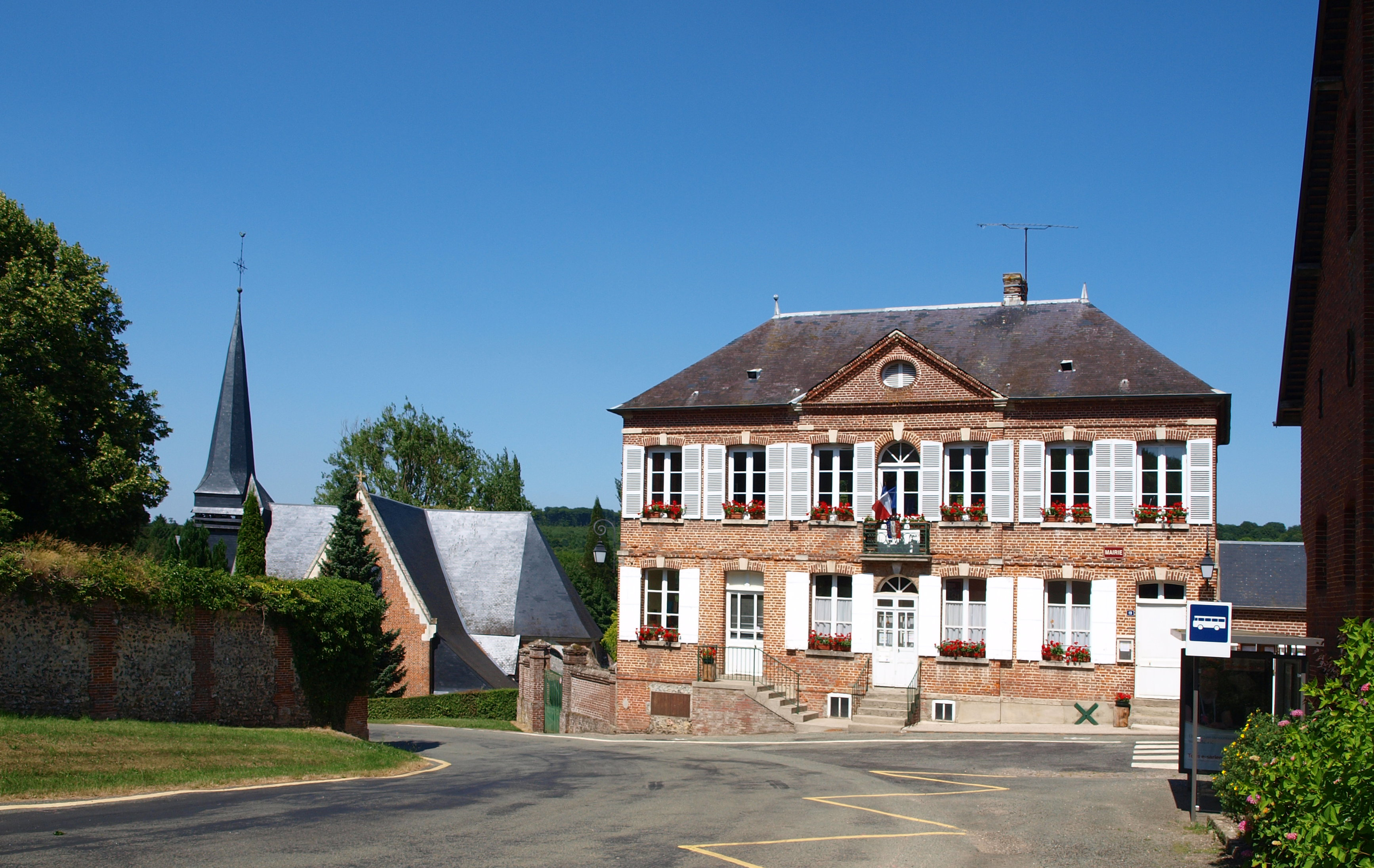
Die Mairie, im Hintergrund die Kirche

Bürgermeister (maire) ist seit 2008 Sylviane Decherf.

## Sehenswürdigkeiten
Siehe auch: Liste der Monuments historiques in Achy
- Kirche St-Fiacre-St-Martin
- Ruine des Klosters Beaupré (Monument historique)
- Schloss Achy, um 1730 von der Familie Carvoisin erbaut. Zu Beginn des 19. Jahrhunderts heiratete Charlotte Mélanie de Carvoisin Gaspard, Herzog von Clermont-Tonnerre, Pair von Frankreich und Minister während der Restauration. Ihre Nachkommen, das Haus Clermont-Tonnerre, behielten das Schloss bis 1952. Das Schloss mit seinem neunzehn Hektar großen Park wechselte dann in den Besitz der gemeinnützigen Organisation Les petits frères des Pauvres, die dort armen und einsamen Menschen Ferienaufenthalte ermöglicht. Im Park, auf halber Höhe des Hügels, befindet sich auf einer Kuppe die Ruine der mittelalterlichen Burg.

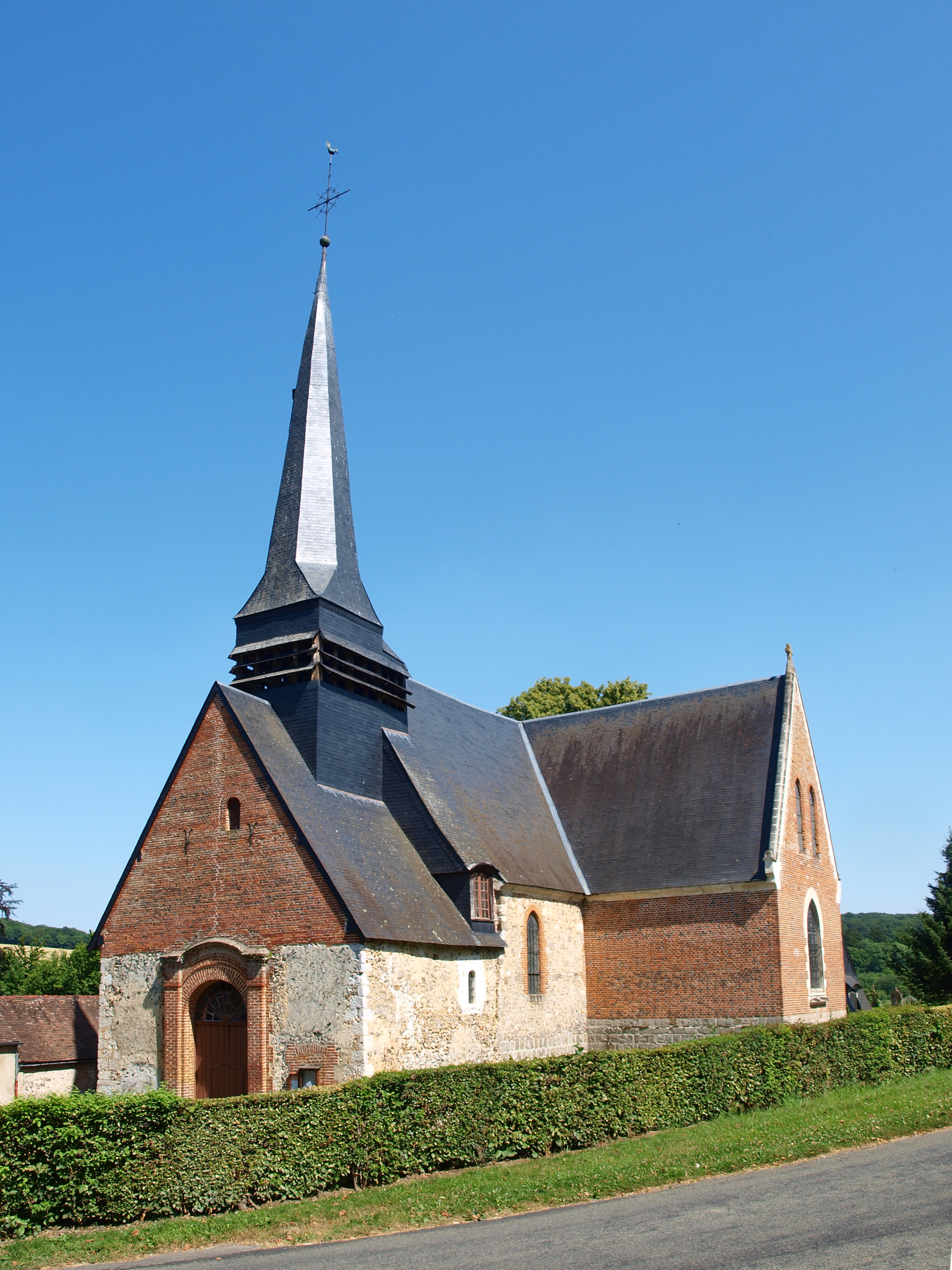
Kirche St-Fiacre-St-Martin